# Obalna moa
Obalna moa (lat. Euryapteryx curtus) vrsta je moe. Danas je izumrla vrsta. 
Fosilizirani ostaci dokazuju da je živjela na Sjevernom otoku na Novom Zelandu. Prirodna staništa bila su joj nizine (šume, grmovi i travnjaci). Bila je neletačica i član reda nojevki. 
Imala je prsnu kost bez rtenjače. Također su imale i karakteristično nepce.  Podrijetlo ove ptice postaje sve jasnije. Mnogi smatraju da su njezini, kao i srodnika preci mogli letjeti i došli su u južne krajeve, gdje su se udomaćili.